# بنجامين فريث
بنجامين فريث (بالإنجليزية: Benjamin Frith)‏ هو عازف بيانو وموسيقي بريطاني، ولد في 11 أكتوبر 1957 في شفيلد في المملكة المتحدة.

## وصلات خارجية
- بنجامين فريث على موقع ميوزك برينز (الإنجليزية)
- بنجامين فريث على موقع أول ميوزيك (الإنجليزية)
- بنجامين فريث على موقع ديسكوغز (الإنجليزية)